# Кормей-ан-Паризи
Кормей-ан-Паризи  (фр. Cormeilles-en-Parisis) — муниципалитет во Франции, в регионе Иль-де-Франс, департамент Валь-д'Уаз. Население — 21 503 человека (2006). Муниципалитет расположен на расстоянии около 18 км северо-западнее Парижа, 12 км юго-восточнее Сержи.

## Демография
Динамика населения (INSEE):